# 포우하탄

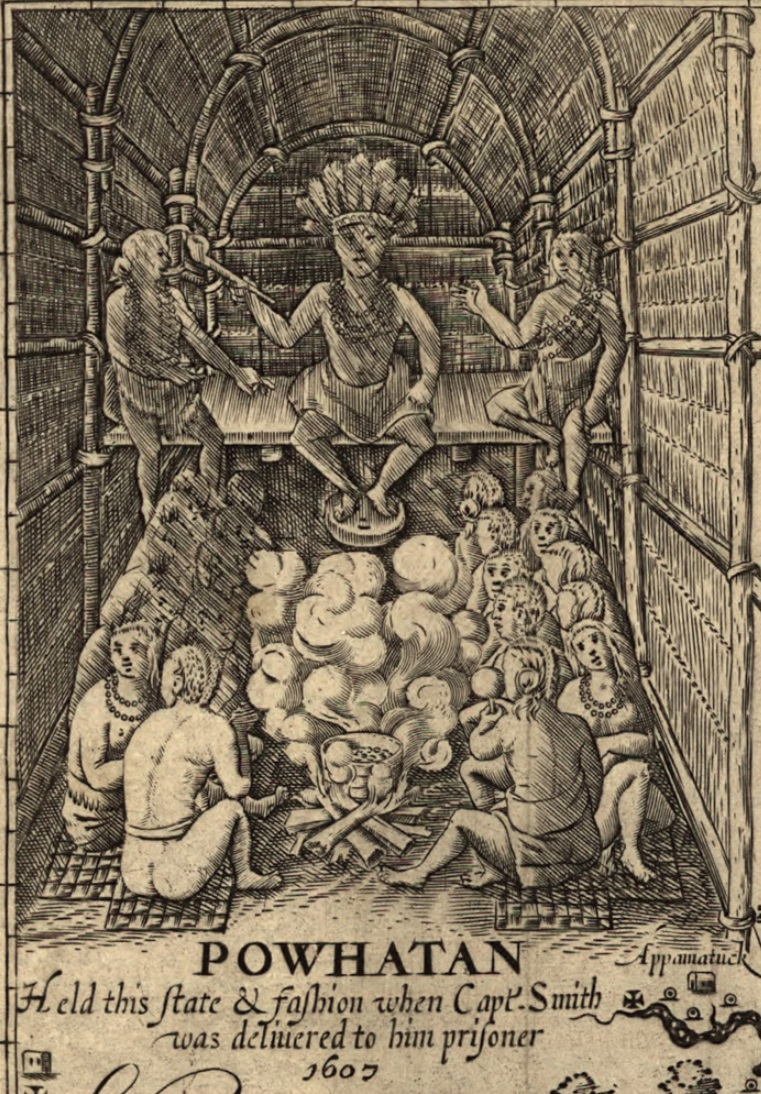
웨로워코모코의 통나무집에 포우하탄 대추장 (존 스미스의 지도, 1612)

포우하탄(Powhatan) 또는 포와탄(Powatan)은 미국 버지니아주 인디언 부족의 이름이다. 또한 포우하탄 족이 지배하는 강력한 부족 연방의 이름이기도 하다. 1607년 버지니아 주에 제임스타운 거주지가 만들어졌을 때 14,000명에서 21,000명의 부족민이 있었던 것으로 추정된다.

## 이름의 어원
‘포우하탄’이라는 이름은 대추장 ‘와훈수나콕’이 태어난 마을 이름에서 유래되었다고 전한다. 영국인들이 사용했던 포우하탄 추장의 공식적인 명칭은 이 위치에서 유래되었다고 추정된다. 구체적인 고향 출생지는 알려지 있지 않지만, 현재 버지니아주의 리치먼드에 있는 포우하탄 언덕 근처가 원래의 마을이라고 생각된다. 동쪽으로 가까운 곳에 있는 헨리코 카운티의 트리 힐 팜도 또한 가능성이 있는 지역이라 여겨진다.
포우하탄은 또한 그들이 살고 있는 근처의 강을 일컫는 말이기도 하였다. 현재는 영국 식민지의 사람들이 당시의 국왕 제임스 1세를 따서 제임스 강이라고 부른 것을 지금도 그래도 사용한다. 포우하탄은 버지니아 알곤킨 어이고 뜻은 알 수 없지만, Po - 혹은 Pau - 혹은 Pow -와 hatan를 조합한 것으로, "물줄기 사이의 폭포"라는 뜻이라는 설도 있다. 어미 hatan은 제임스 강 폭포 가까이에 있는 바위가 노출되어있는 곳을 가리킨다. 비슷한 말로 "맨하탄"이 있으며, "하탄"이라는 말은 섬의 서쪽을 따라 바위가 많은 지형을 나타내고 있다. 포우하탄 마을은 제임스 강 폭포 선상에 존재했다. 헨리코 카운티 동부 포우하탄은 전체적으로 인디언 마을 가까이에 있다. 포우하탄에 있는 포우하탄 카운티와 카운티 소재지는 1777년 설립된 것으로 포우하탄 추장을 기리기 위해 그의 이름을 따서 지어졌다.

## 역사

### 포우하탄 연맹의 성립
16세기 후반과 17세기 초반, 와훈수나콕이라는 이름을 가진 추장이 테나코마카(인구 밀도가 높은 토지는 뜻)라는 동부 버지니아의 대부분을 차지하는 약 30개 부족을 정복하거나, 또는 협정을 맺어 강력한 연맹체를 구축했다.
와훈수나콕은 여섯 부족의 지배를 계승했지만, 1607년 영국 정착민이 버지니아 식민지를 제임스타운에 설립했을 때는 30개 이상의 갈래 소부족이 있었다. 와훈수나콕의 "포우하탄 연맹"을 구성하고 있던 것은 원래의 여섯 부족과 자신의 포우하탄 부족과 아로하텍 부족, 아파마툭 부족, 파문키 족, 마타포니 부족과 치스키악 부족이었다.
1598년경 와훈수나콕은 케코우탄 족을 그 지배하에 편입시켰다. 기타 제휴 부족으로는 파문키 강 옆 유타넌드 부족, 팦파한녹 부족, 모라우타컨드 부족, 웨이아녹 부족, 파스파헤 부족 및 난세몬드 부족이 있었다. 큰 마을로, 키유코하녹, 와라스코약 등의 마을이 알려졌다. 또한 이들 모두 같은 언어를 말하는 부족으로 밀접한 관계를 가진 부족이 치카호미니 강 유역에 사는 치카호미니 부족이고, 그들은 연맹에서 떨어져 자치를 지키고 있었다.
토머스 제퍼슨의 유명한 작품 《버지니아 각서》(1781년 -1782년)에서, 제퍼슨은 포우하탄 연맹이 약 20,000 km2의 영토를 점유하고 있으며, 인구는 약 8,000명, 그 중 2,400명 전사였다고 추산했다.

### 포우하탄 연맹의 수도
포우하탄 연맹은 현재 리치몬드 시의 동부 포우하탄 힐의 "포우하탄" 마을을 수도로 삼았으며, 그 동쪽 120km에는 또 다른 수도인 웨로워코모코가 있었다. 현재 글루세스터 카운티에서 요크 강 북쪽 가까이에 있는 지역이다.
웨로워코모코는 제임스타운에서 불과 24 km 밖에 떨어져 있지 않은 가까운 거리에 있었다고, 영국 식민지는 기록하고 있지만, 현재 웨스트 포인트에서 하류로 40 km 떨어진 곳에 있었다는 기록도 있어서, 그 측정 방법이 서로 충돌하고 있다. 그러므로 장시간 사라졌던 웨로워코모코 위치는 논쟁거리로 남아 있다. 오랫동안 웨스트의 하류로 약 40 km 떨어진 글루세스터 포인트 주변 위코미코에 가깝다고 생각되었다. 2003년 고고학 발굴 조사에서 제임스타운에서 직선거리로 약 19 km 떨어진 파탄 만 연안에서 1200년대의 유적지를 확인했지만, 웨스트 하류에서 40km라는 거리와는 너무 격차가 컸다.
1609년경 와훈수나콕 추장은 수도를 웨로워코모코에서 치카호미니 강 근처의 습지에 위치한 오라파케스로 옮겼다. 현재는 고속도로 64번 도로와 295번이 교차하는 지점에서 가깝다. 1611년부터 1614년에 걸친 한 시점에서 와훈수나콕 추장은 현재 파문키 강 북안에 있는 킹 윌리엄 카운티의 더 북쪽에 위치한 마춧으로 수도를 다시 옮겼다. 그곳은 동생 오페찬카나우가 다스리고 있던 유타난드에서 멀리 떨어져 있지 않은 곳이었다.

### 앵글로 - 포우하탄 전쟁
영국 정착민은 포우하탄 연맹의 영토 안에 북미에서는 최초로 영구적인 정착촌을 건설하였다. 이것은 인디언 부족 연맹의 몰락의 시작이기도 했다. 영국인 이전에도 이미 스페인과 분쟁이 있었고, 영국인이 도착하는 순간 충돌이 일어나 영국인은 인디언들에게 총격을 가했다. 이렇게 제임스타운에 영국인이 상륙한지 불과 1주일 만에 인디언이 사살되는 사건이 일어났다.

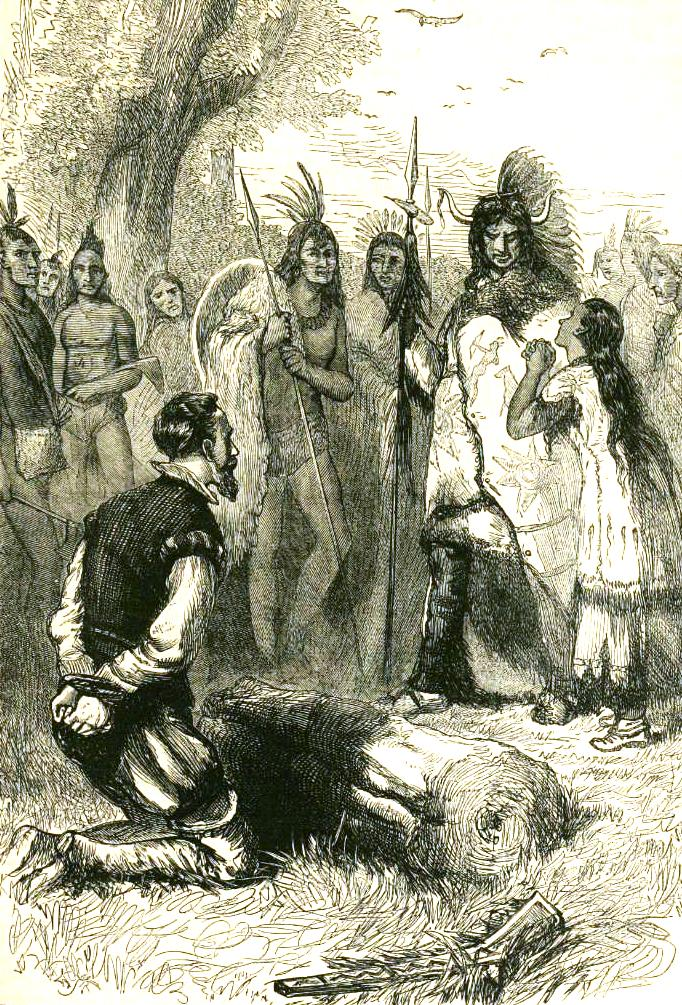
스미스의 목숨을 구하는 포카혼타스, 19세기의 일러스트

당초 정착민들은 우호적인 관계를 원했고, 인디언들과 식량을 거래할 계획이었다. 크리스토퍼 뉴포트 선장은 1607년에 첫 원정대를 이끌고 제임스 강을 거슬러 올라가 포우하탄 족의 추장 파라훈트와 처음 만났다. 뉴 포트는 당초 파라훈트가 포우하탄 대추장, 즉 와훈수나콕이라고 오해했다. 제임스타운에 영국인 상륙을 계기로 속속 이주 백인의 침략이 시작되었고, 인디언의 땅을 잠식해 갔으며, 그 후 37년간 거의 끊임없는 분쟁이 이어졌다.
1607년 12월 이후 식민지 의장이 된 존 스미스 선장은 치카호미니 강에 사냥과 교역을 위해 갔다가 와훈수나콕의 동생인 오페차카나우에게 포로로 붙잡혔다. 그리하여 스미스는 대추장 포우하탄을 만난 최초의 영국인이 되었다. 스미스의 기록에 따르면, 추장의 딸 포카혼타스가 그를 처형하는 것을 막았다고 전한다.
어떤 연구자들은 모의 처형이 스미스를 종족의 친구로 받아들이는 의식이라고 주장한다. 그러나 현대의 작가들은 이런 주장을 신빙성 있게 받아들이지 않았다. 그들은 17세기 포우하탄 부족의 수용의식에 대해 아무것도 알려져 있지 않다고 지적한다. 그들은 처형 의식이 알려진 관례와는 다르다는 것을 주목했다. 헬렌 라운트리와 같은 다른 역사학자들은 처형의 의기가 있었는 지에 대해서 의문을 제기했다. 그들은 스미스가 1608년과 1612년의 기록에서 언급하지 않았으며, 그 사건을 포카스혼타스가 유명해진 이후인 1624년 비망록에서 덧붙인 사실에 주목했다.

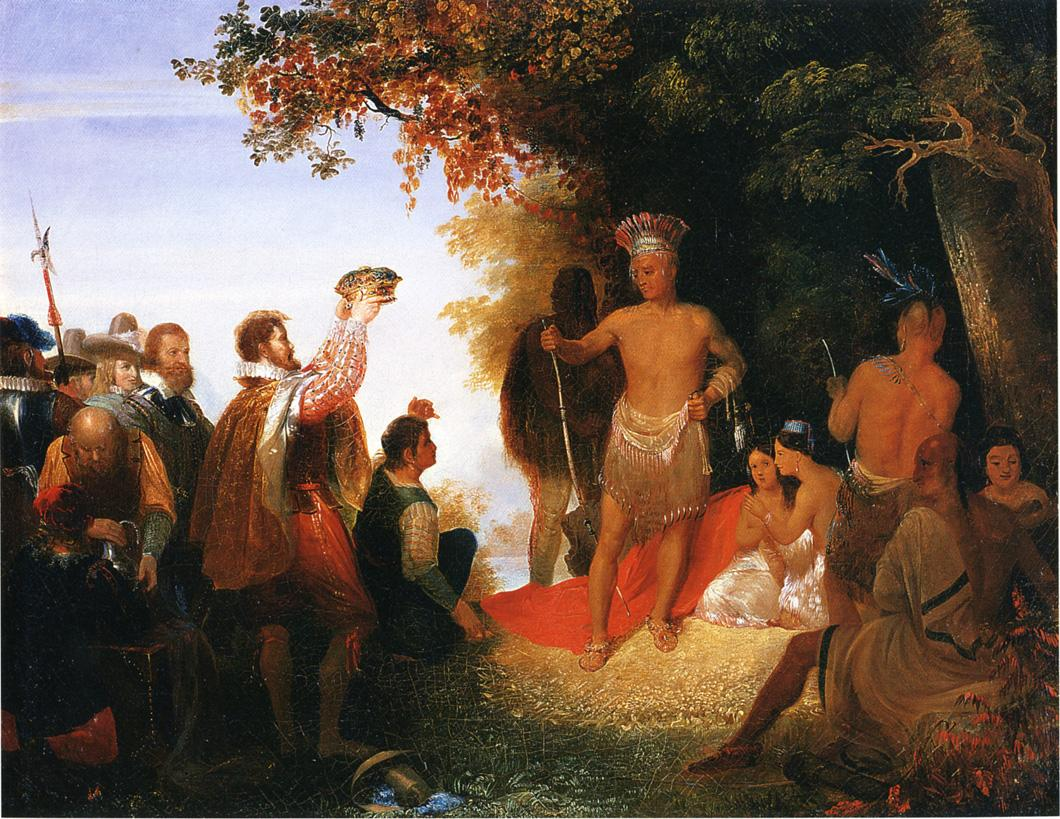
《포우하탄의 대관식》 존 개즈비 챔프먼, 1835

1608년 뉴 포트 선장은 포우하탄 부족과의 우호가 제임스타운 식민지에서의 자신들의 생존에 중요하다는 것을 깨달았다. 그 해 여름에, 그는 대추장에게 영국의 봉신으로 삼기 위해 의전용 왕관을 씌워주려 했다. 그들은 또한 인디언의 우호를 얻기 위해 주전자나 깃털 침대, 침대아 옷 등 많은 유럽제 선물을 증정했다. 하지만 그들이 왕관을 받기 위해 포우하탄에게 무릎을 꿇도록 요구했지 때문에 대관식은 뜻대로 되지 않았다. 포우하탄은 그 요청을 거부했다. 힘 있는 지도자로서 포우하탄은 “다른 사람보다 고개를 높이 들고 있는 사람” 그리고 “자세를 바꾸지 않고 다른 사람을 약자에 두는 사람이 더 높은 지위이다.”라는 두 가지 규칙을 따랐다. 대관식을 끝내기 위해 여러 영국인이 달라 붙여 키가 큰 그에게 왕관을 씌워주어야 했다. 그 후 영국인들은 포우하탄이 영국 국왕 제임스 1세에게 복종했다고 생각했지만, 포우하탄은 전혀 그렇게 생각하지 않았다.
존 스미스가 식민지 의장이 된 이후, 마틴 대위가 지휘하는 군대를 파견하여 난스몬드 족 영지의 섬을 점령하고 난스몬드 족을 쫓아냈다. 동시에 프랜시스 웨스트가 지휘하는 다른 부대를 파견하여 제임스 강 폭포 근처에 요새를 건설하였다. 약간의 구리와 영국인 하인을 주고 파라훈트 족에게 근처의 포우하탄 요새 마을 (현재 리치몬드 지역)을 구입했다. (파라훈트 족이 "땅을 판다"라고 하는 행위를 알고 있었는지 여부는 의심스럽다) 헨리 스펠만이라는 영국인 하인은 이후 포우하탄의 생활 양식에 대한 희귀한 기록을 남겼다. 스미스는 그 후 그 마을을 "넌써치"(Nonsuch)로 개명하고, 웨스트의 병사들을 그곳에 살게 하려 했다. 제임스타운의 경계를 넘어 정착하려는 그러나 이 두 시도는 포우하탄 족의 저항으로 실패했다. 스미스는 화약 사고 때 입은 부상으로, 1609년 버지니아를 떠나 잉글랜드로 돌아가 다시는 버지니아로 돌아오지 못했다. 그 후 곧 두 번째 영국인의 요새인 알제논 요새를 케쿠탄 족의 영지에 건설했다.
1609년 11월, 존 랫클리프 대위가 포우하탄 연맹의 새로운 수도인 오라파케스으로 초청을 받았다. 랫클리프는 교역을 위해 파문키 강을 거슬러 올라간 후에, 식민지 백인과 포우하탄 족 사이에 싸움이 일어났다. 뭍으로 올라가간 모든 영국 백인이 살해되었는데, 이들 중에는 부족의 여자를 고문한 랫클리프도 포함되어 있었다. 핀네스 호를 타고 있던 사람들은 탈출을 해서 그 이야기를 제임스타운 전했다.
1610년 포우하탄 부족은 제임스타운을 덮쳐 많은 주민들을 죽였다. 주민들도 반격했지만 20명을 죽이는데 불과했다. 그러나 1610년 6월 제임스타운에 새로운 총독 제3대 드 라 워 남작 토마스 웨스트(또는 델라웨어 경)가 부임하여 《제1차 앵글로 - 포우하탄 전쟁》을 시작했다. 이때 추장의 딸 포카혼타스는 협상의 인질로 납치되어 1년 동안 감금당했다. 포카혼타스는 담배 농장의 존 롤프와 석방을 교환 조건으로 1614년에 결혼을 했고, 그 후 잠깐동안 평화로운 시기가 왔다.
하지만 몇 년 후 와훈수나콕 추장과 포카혼타스가 질병으로 죽었다. 포카혼타스는 식민지 광고를 위해 영국으로 불려갔다가 질병으로 죽었고, 그 이듬해 추장은 버지니아에서 죽었다. 한편, 영국 정착민들은 다시 포우하탄 족의 영지를 계속 침범하였다.
와훈수나콕 추장의 사후, 그 동생 오핏차팜이 추장을 잠깐 물려받았다가, 그 후 그의 동생 오페찬카나우가 이어 받았다. 오페찬카나우는 1622년과 1644년 포우하탄 족 영지에서 영국인을 몰아내려고 시도했다. 그러나 그 시도는 영국의 강력한 반격으로 인해 부족이 거의 멸족이 되는 결과를 가져왔다.
1618년에 와훈수나콕이 죽은 후 그 동생 오페찬카나우 추장은 정착민과 적대 관계를 가속시켰다. 오페찬카나우는 백인을 몰아내기 위해 1622년 및 1636년에 "제임스타운의 학살"을 단행했다. 이 시도는 영국에서 강력한 반격을 불러왔고, 결국 부족 자체가 학살되는 당하게 되었다.
1644년 "제2차 앵글로 - 포우하탄 전쟁"에서 버지니아 총독 윌리엄 버클리의 병사들이 90살에서 100살로 보이는 노인 오페찬카나우를 붙잡았다. 오페찬카나우는 포로가 되었고, 호위를 맡았던 백인 병사에게서 등을 총을 맞아 사살당했다.
1646년까지 포우하탄 연맹은 대부분 붕괴되었다. 영국 식민지의 확대가 계속되면서, 백인 이외에도, 흑인 노예의 숫자도 증가했고, 특히 17세기 중반까지의 기간은 그들 중 도제 기간을 거쳐 자유를 획득한 해방노예가 가세하면서 포우하탄 땅의 침범은 가속되었다.
오페찬카나우 사후 네쿠토완스가 추장을 이었고, 다음에는 토토포토모이가, 그 이후에는 그 딸의 콧카코스케가 그 뒤를 이었다. 1665년까지, 포우하탄 족은 그 해에 법제화된 백인의 법률을 엄격하게 준수하도록 강요받았고, 총독이 임명한 추장을 받아들일 것을 강요당했다. 1676년의 베이컨 반란 동안에, 나다니엘 베이콘에 의해 붙잡혔던 인디언이 노예화되었다. 인디언 노예제는 불과 15년 후인 1691년에 버지니아 식민지 의회에 의해 공식적으로 폐지되었다. 그러나 많은 포우하탄 부족이 18세기까지 노예 상태로 있었다. 남은 포우하탄 부족민은 백인과 흑인 이주민에 동화된 사람도 있었다. 1684년의 올버니 조약 후에는 포우하탄 연맹 모든 것이 사라졌다.
포우하탄 연맹이 존재하지 않는 지 수년이 경과하여 그 지역의 서쪽 몇 마일 지역은 포카혼타스 아버지 와훈수나콕 추장의 영예를 기리기 위해 버지니아 식민지의 사이의 지역을 포우하탄 카운티로 이름지었다. 포우하탄 족의 문화는 유럽 정착민의 문화와는 달랐지만, 포카혼타스와 영국 정착민 존 롤프의 결혼과 그의 아들 토마스 롤프의 존재에 의해, 버지니아 간이 그 자손은 대부분이 인디언과 유럽인의 모두에 뿌리를 둔 것이었다.

## 같이 보기
- 버지니아 식민지
- 제임스타운 거주지